# Cream (Sexy Zoneの曲)
『Cream』（クリーム）は、Sexy Zoneの23作目のシングル。2023年5月3日にユニバーサルミュージックから発売された。

## 概要
DVD付きの初回限定盤A・B、CDのみの通常盤の3種類で発売された。
表題曲「Cream」は、メンバーの菊池風磨が倉科カナとW主演を務めるテレビ東京系 ドラマParavi『隣の男はよく食べる』の挿入歌であり、iriがSexy Zoneのために書き下ろした。ドラマの主人公と同じ30代女性の目線で、久しぶりの恋愛に戸惑いながらもときめく甘い日常を描いたラブソング。関和亮が監督を務めたMVが公式YouTubeチャンネルで4月16日に公開されたが、ドラマにちなんだ食事シーンではアイスクリームで乾杯・舌ペロする姿を見せつつも、サビのダンスシーンではスーツ姿でかっこよく踊る、かわいさとカッコよさが共存するメンバーの姿が収められており、近年のグループの作品の中ではあまり無かった笑顔満載のMVになっている。振付はジャケットをはだけたり髪をかき上げるセクシーなものだけでなく、クリームを混ぜるように小指を甘く回すフリなども取り入れられ、大人ならではの甘さや愛らしさが表現されている。
初回限定盤Aに収録されるカップリング「Naturally」はメンバーの松島聡が出演しているPEACHJOHNスペシャルムービー「『恋する、ルームウエア』春のおうちデート編 」のテーマソングであり、全編英語詞の楽曲となっている。
初回限定盤Bの特典DVDには昨年末にグループを卒業したマリウス葉を含めた東京ドームでのパフォーマンス『Sexy Zone 5pecial Performance in 東京ドーム＋』の映像が収められている。なお、この様子は1月にファンクラブ会員向けに期間限定配信されたものである。
通常盤に収録されるカップリングには、5人が歌詞を持ち寄って共同制作した「timeless」を収録。タイトルはメンバー全員で話し合った結果、最終的にマリウスが選んだ言葉に決まり、ラップ部分や曲の最後もマリウスの想いを菊池が繋いで詞を書き上げた。
4月16日の「Cream」MV解禁に合わせ、Sexy Zone/Top J Recordsの公式TikTokアカウントも開設され、本作の発売に向け、連日コンテンツが投稿された。

## 特典
仕様
- 通常盤 - 初回プレス仕様 ピクチャーレーベル

封入特典(3形態共通)
シリアルコード登録期間：2023年5月2日10:00 - 5月7日23:59 
- シリアルコード入りプレイリストカード

3形態同時予約購入特典
映像視聴期間：2023年5月2日10:00 - 6月1日23:59
- SexyZoneスペシャル映像視聴用シリアルコード
  - 「Naturally」Music Video
  - 「CreamモグモグShot #SexyZoneはよく食べる」

- A4オリジナルクリアファイル
- 『Cream』発売記念 Sexy Zone ONLINE FAN MEETING（追加コンテンツ）

また、5月7日に初回限定盤・初回限定盤B・通常盤いずれかの形態をSHIBUYA TSUTAYA、タワーレコード渋谷店、タワーレコード新宿店、タワーレコード名古屋パルコ店、タワーレコードNU茶屋町店のいずれかで購入した人限定で『Cream』B2サイズ告知ポスターが当たる抽選会が実施された。

## 収録曲
出典

### CD

#### 通常盤
1. Cream [4:21]
作詞：iri、作曲：iri、Yaffle、編曲：Yaffle
2. timeless [4:34]
作詞：Sexy Zone、作曲：草川瞬、Kenichi Sakamuro、佐原康太、編曲：佐原康太
3. Cream -Inst- [4:22]
4. timeless -Inst- [4:31]

#### 初回限定盤A
1. Cream
2. Naturally [3:34]
作詞：岡嶋かな多、作曲：Erik Lidbom、Andreas Oberg、編曲：Andreas Oberg
3. Naturally -Inst- [3:31]

#### 初回限定盤B
1. Cream
2. ATAMAわりぃ [3:23]
作詞：金村ユウタ、作曲：金村ユウタ、SHINDO、編曲：SHINDO、金村ユウタ
3. ATAMAわりぃ -Inst- [3:11]

### DVD

#### 初回限定盤A
約54分収録。
1. 「Cream」Music Video
2. Making of「Cream」

#### 初回限定盤B
約39分収録。マリウス葉を含む5人体制でのラストライブの様子を収録。
- Sexy Zone 5pecial Performance in 東京ドーム＋
  - Sexy Zone
  - RUN
  - NOT FOUND
  - timeless
  - all this time[注 2]

## チャート成績
前作『Trust Me, Trust You.』を上回る初週21.5万枚を売り上げ、2023年5月15日付オリコン週間シングルランキングで初登場1位を獲得。デビューからのシングル連続1位獲得作品数は23作、デビューからのシングル1位獲得連続年数も13年に更新した。